# Albrecht Greule

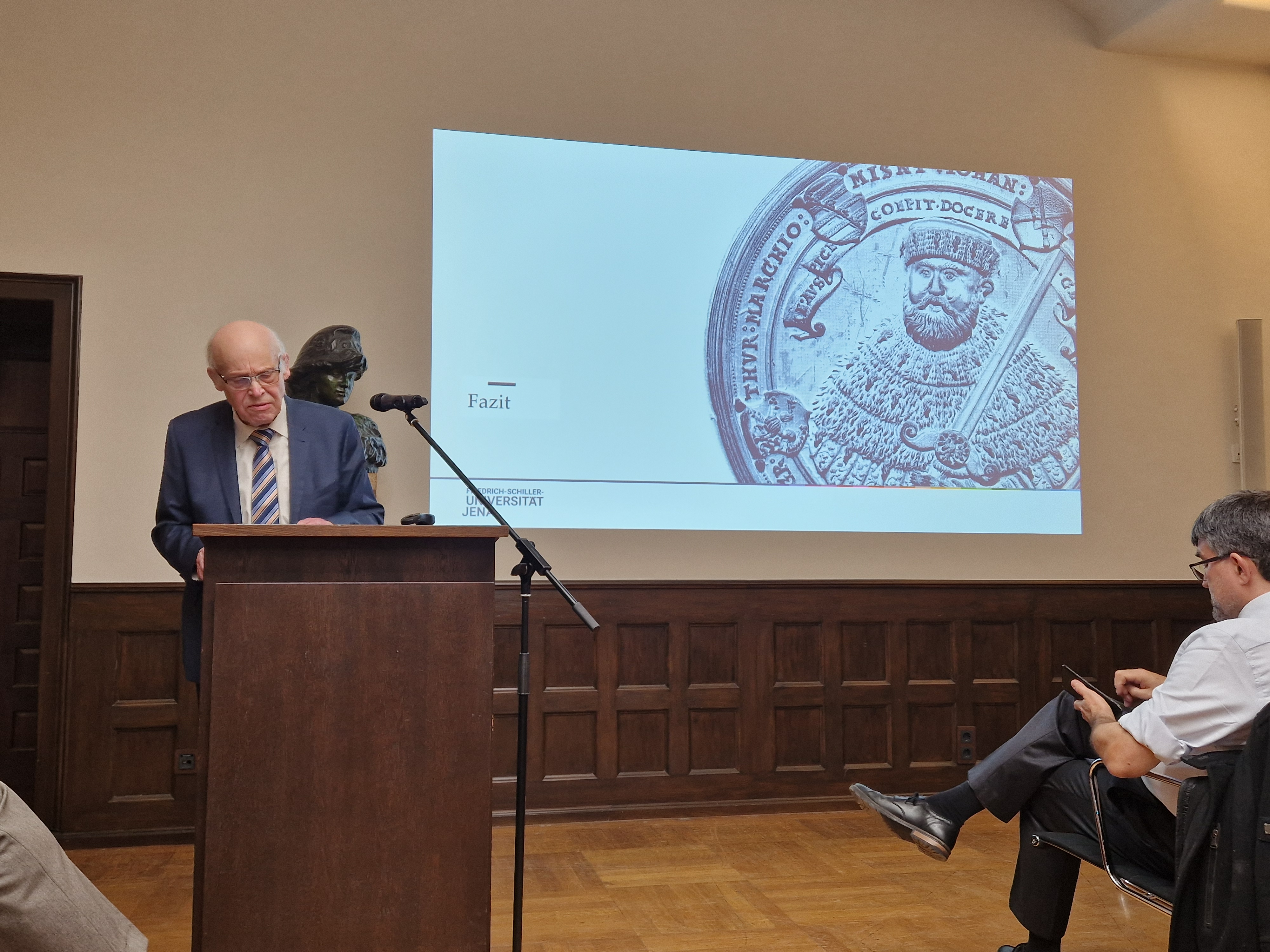
Albrecht Greule (2024)

Albrecht Greule (* 13. April 1942 in Bühl) ist ein deutscher germanistischer Linguist, Namenforscher und Mediävist. Er ist emeritierter Professor für germanistische Sprachwissenschaft an der Universität Regensburg.

## Leben
Albrecht Greule besuchte die Volksschule und das Gymnasium in Bühl. Er studierte von 1962 bis 1971 germanische und Klassische Philologie sowie indogermanische Sprachwissenschaft an der Universität Freiburg im Breisgau. In dieser Zeit war er als Freier Mitarbeiter bei den Badischen Neuesten Nachrichten in Karlsruhe tätig. 1971 wurde er mit seiner Dissertationsschrift zum Thema Vor- und früh-germanische Flussnamen am Oberrhein zum Dr. phil. promoviert. Anschließend war er als wissenschaftlicher Assistent, Akademischer Rat, Privatdozent und außerplanmäßiger Professor an der Universität Mainz tätig, wo er 1979 auch habilitiert wurde. 1992 wurde er Professor für Deutsche Sprachwissenschaft an der Universität Regensburg, 2007 erhielt er den Titel eines Seniorprofessors.

## Werke
- Deutsches Gewässernamenbuch. Etymologie der Gewässernamen und der dazugehörigen Gebiets-, Siedlungs- und Flurnamen, Verlag Walter de Gruyter, Berlin 2014, ISBN 978-3-11-033859-1 (eingeschränkte Vorschau in der Google-Buchsuche).